# 2,2':6',2''-三联吡啶
2,2′:6′,2′′-三联吡啶是一种有机化合物，简写为Terpy或Tpy，它是可溶于大多数有机溶剂的白色固体，主要用作配位化学中的配体。它最初由G. Morgan和F. H. Burstall于1932年通过吡啶的氧化偶合反应制得，但这种方法的产率低。产率更高的合成方法主要以2-乙酰基吡啶为原料进行反应。